# Малодуша (Речицкий район)
Малодуша (бел. Маладуша) — деревня в Вышемирском сельсовете Речицкого района Гомельской области Белоруссии.
Неподалёку месторождения глины.

## География

### Расположение
В 29 км на юго-запад от районного центра и железнодорожной станции Речица (на линии Гомель — Калинковичи), 75 км от Гомеля.

## Гидрография
На севере сеть мелиоративных каналов, на западе — канава Малодушская.

## Транспортная сеть
Рядом автодорога Хойники — Речица. Планировка состоит из дугообразной широтной улицы, к которой с юга присоединяются 2 прямолинейные улицы. Застройка двусторонняя, неплотная, деревянная, усадебного типа.

## История
По письменным источникам известна со 2-й половины XVIII века как селение в Речицком повете Минского воеводства Великого княжества Литовского. Действовала Свято-Николаевская церковь (в ней хранились метрические книги с 1800 года и евангелие 1773 года). Вместо старого в 1823 году было построено новое деревянное здание церкви.
После 2-го раздела Речи Посполитой (1793 год) в составе Российской империи. В 1870 году дворянин Пржибора владел в деревне и окрестностях 4785 десятинами земли, мельницей и трактиром. Была центром Малодушской волости (до 9 мая 1923 года), в которую в 1885 году входили 10 селений с 326 дворами, в Речицком уезде Минской губернии. После открытия в феврале 1886 года движения на железной дороге Лунинец — Гомель, начала работу железнодорожная станция. Согласно переписи 1897 года действовали народное училище, хлебозапасный магазин, магазин и трактир. Рядом был выселок Малодуша (он же Загарть). Находилось отделение почтовой связи.
С 8 декабря 1926 года в составе БССР, центр Малодушского сельсовета (до 1986 года) Речицкого, с 5 апреля 1935 года Хойникского, с 16 июля 1954 года Речицкого районов Речицкого (до 9 июня 1927 года), затем Гомельского (до 26 июля 1930 года) округов, с 20 февраля 1938 года Полесской, с 18 июля 1954 года Гомельской областей.
В 1920-х годах из деревни выделились посёлки Будище (8 дворов, 46 жителей), Старое Село (50 дворов, 307 жителей), Новое Село (68 дворов 361 житель), Осиновка (26 дворов, 141 житель) и хутора, которые позже составили один населённый пункт — деревню Малодуша. В 1930 году работали начальная школа, изба-читальня, отделение потребительской кооперации. В 1930 году организован колхоз «Непобедимый», работали кирпичный завод, паровая мельница, кузница. В 1939 году в деревню переселена часть жителей посёлок Колова Рука.
Во время Великой Отечественной войны 15 сентября 1941 года оккупанты расстреляли 15 жителей, в июне 1942 года полностью сожгли деревню, в декабре 1942 года убили ещё более 500 жителей из г.п. Хойники и окружающих деревень, 25 декабря 1942 года — 44 жителя. Освобождена 15 ноября 1943 года. В боях около деревни погибли 165 советских солдат и партизан (похороненный в 2 братских могилах, в 0,3 км на восток от деревни и на северной окраине). 91 житель погиб на фронте.
Согласно переписи 1959 года в составе колхоза имени М. В. Фрунзе (центр — деревня Новый Барсук). Располагались лесопильный завод, комбинат бытового обслуживания, средняя школа, клуб, библиотека, фельдшерско-акушерский пункт, отделение связи, 2 магазина.
В состав Малодушского сельсовета входили хутора: до 1922 года — Лесной Остров, до конца 1930-х годов — Омельковщина, Боровое, Будище, Заселенье, Лесная Сторожка, поселки Осиповка, Колова Рука, до 1976 года — деревня Гребенёв (в настоящее время не существуют).
26 октября 1959 года произошла трагедия, когда на окраине деревни при уборке военного захоронения и высадке деревьев взорвалась немецкая противотанковая мина. В результате взрыва погибло 13 детей и школьная учительница.
До 12 ноября 2013 года входила в состав Новобарсукского сельсовета, после его упразднения включена в состав Вышемирского сельсовета.

## Население

### Численность
- 2004 год — 126 хозяйств, 272 жителя.

### Динамика
- 1850 год — 18 дворов, 147 жителей.
- 1886 год — 26 дворов, 239 жителей.
- 1897 год — 91 двор, 427 жителей; выселок Малодуша (он же Загарть) 9 дворов, 53 жителя (согласно переписи).
- 1908 год — 96 дворов 546 жителей
- 1930 год — 165 дворов, 925 жителей.
- 1940 год — 300 дворов 1457 жителей.
- 1959 год — 750 жителей (согласно переписи).
- 2004 год — 126 хозяйств, 272 жителя.

## Достопримечательность
- Братская могила
- Яблоневый сад[2]